# 亨利·卡維爾
亨利·威廉·達格利許·卡維爾（英語：Henry William Dalgliesh Cavill，/ˈkævəl/，1983年5月5日—），英國男演員、製片人和模特兒。著名出演作品如電影《王者之心》（2006年）、《星塵傳奇》（2007年）、《戰神世紀》（2011年）、《超人：鋼鐵英雄》（2013年）、《紳士密令》（2015年）、《蝙蝠俠對超人：正義曙光》（2016年）及《不可能的任務：全面瓦解》（2018年）。2007年至2010年在電視劇《都鐸王朝》中飾演查爾斯·布蘭登公爵；2019年至2023年在改編自安傑·薩普科夫斯基所創作的同名系列小說的Netflix電視劇《獵魔士》中主演利維亞的傑洛特。
2008年，卡維爾擔任Dunhill男士香水的官方代言人。卡維爾獲得進一步突破和國際知名度的作品是在2013年的重啟超人電影《超人：鋼鐵英雄》中主演克拉克·肯特／超人，該片成為目前商業上最賣座的《超人》獨立電影；之後繼續於DC擴展宇宙的數部作品中飾演此角，直到2022年12月宣告卸任。

## 早年
亨利·卡維爾出生於澤西聖赫利爾，他在五兄弟中排行第四，母親瑪麗安娜（Marianne）在銀行工作，父親柯林（Colin）是股票經紀人，卡維爾在學時就讀聖邁克爾大學預科學校，之前也曾就讀英格蘭的斯托學校，他在上學時就開始參與戲劇表演。
2000年，16歲的卡維爾在打欖球時結識了正在斯托學校拍攝電影《千驚萬險》（2000年）的演員羅素·克洛，對方分享了一些表演技巧，後來還給卡維爾寄了一個包裹，兩位演員後來於《超人：鋼鐵英雄》（2013年）中合作。

## 職業生涯
亨利·卡維爾從2001年電影《仇戀》（Laguna）的演出開始了影視生涯。2002年出演凱文·雷諾茲執導的《絕世英豪》，在同年又加入了英國廣播公司的電視劇《林尼探案集》、電視電影《萬世師表》（2002年）和電視劇《駭人命案事件簿》（2003年）。2003年，他飾演了電影《我的秘密城堡》中的一個角色，隨後又加演了《養鬼吃人8》（2005年）、《摩登小紅帽》（2006年）、《王者之心》（2006年）。而在馬修·范恩的改編電影《星塵傳奇》中則飾演一個小角色。

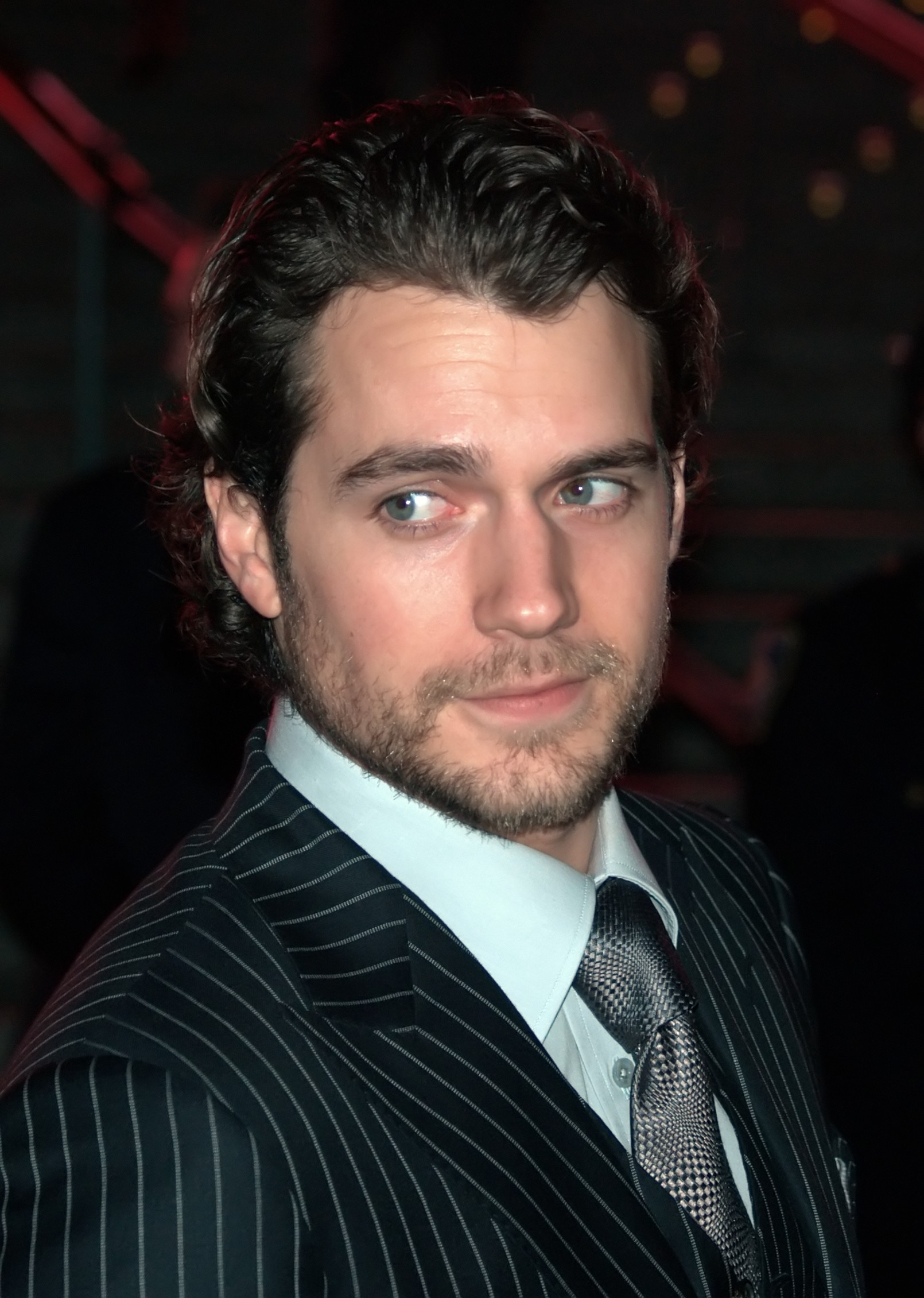
卡維爾在2009年翠貝卡電影節上的《浮華世界》慶祝會

從2007到2010年主演Showtime電視網的電視劇《都鐸王朝》中第一代薩福克公爵查爾斯·布蘭登。該系列反應熱烈，它於2007年被提名為金球獎、在2008年贏得了艾美獎。這強化卡維爾自己的事業：「它的完成最讓我能去約會。 [...]現在，有一個觀眾在美國某處那是知道我是誰，我有更多的賣點，都是因為《都鐸王朝》的功用」。《娛樂周刊》稱他為「最瀟灑公爵」，並稱讚在《都鐸王朝》所展現的「魅力、深度和BOD殺手」。
卡維爾原本有望於喬瑟夫·麥克吉帝·尼克爾2004年拍攝的《超人：飛越》（Superman: Flyby）中飾演超人。然而，麥克吉帝讓出了這個項目轉由布萊恩·辛格負責，改為布蘭登·勞斯主演的《超人再起》。卡維爾為了粉絲們而在努力，原本應會在《哈利波特：火盃的考驗》（2005年）中飾演西追·迪哥里，但最後該角色仍由羅伯·派汀森來演。《暮光之城》系列的作家史蒂芬妮·梅爾坦率贊成讓卡維爾在改編電影中飾演愛德華·庫倫，她稱他為「完美的愛德華」。然而，但到了準時生產的電影開始，卡維爾卻被認為太年長，而角色再次由羅伯·派汀森取代。
2005年，卡維爾作為了《007首部曲：皇家夜總會》中詹姆士·龐德角色的最終人選。製片人和導演的馬丁·坎貝爾在他和丹尼爾·克雷格之間徘徊；據報導，坎貝爾支持卡維爾，但製片方首選的是舊的龐德。而克雷格最後成為其人選。儘管有報導說卡維爾是一個《蝙蝠俠：開戰時刻》中蝙蝠俠的競爭者，卡維爾證實，他從未試鏡過也不是適合的人。
早在2008年，卡維爾成為了Dunhill香水的代言人。卡維爾穿過英國國旗來搭乘直升機，他很適合這支電視廣告。第二個電視廣告特色是卡維爾在夜間駕駛汽車通過冷清的倫敦，與一名年輕女子會議。他主演了導演喬·舒馬赫的恐怖片《鬼哭人嚎》（2008年）；2009年，他在伍迪·艾倫的喜劇電影《紐約遇到愛》中飾演一個小角色。

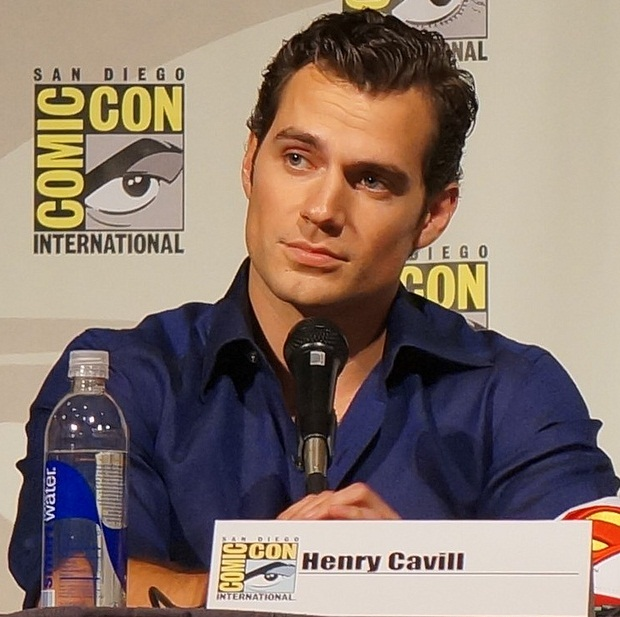
卡維爾和《超人：鋼鐵英雄》劇組一同現身於2013年的聖地亞哥國際動漫展

他在塔西姆·辛的神話電影《戰神世紀》中扮演了主角忒修斯，是部有著高預算和特效的電影；電影於2011年11月11日上映。2012年，卡維爾和布魯斯·威利共同出演了《冷光線索》。
卡維爾最著名的角色是DC擴展宇宙中的克拉克·肯特／超人。2011年1月30日，華納兄弟宣布卡維爾將於DC擴展宇宙的首部電影《超人：鋼鐵英雄》中飾演超人，電影由查克·史奈德執導。史奈德稱卡維爾是「穿上斗篷和S形盾牌的完美選擇」。娛樂媒體稱讚了卡維爾，為此開展了他的成功之路。在被選擇的角色，卡維爾說：「在超級英雄的聖殿中，超人在所有的角色和時刻中是最被認可和尊敬，我很榮幸能成為他重返大銀幕的一部分。」。卡維爾並出演了2016年的續集電影《蝙蝠俠對超人：正義曙光》，片中還包括了蝙蝠俠和神力女超人。
2013年，卡維爾獲《Glamour UK》雜誌選為2013最性感男人。
丹尼爾·克雷格賦予了他詹姆士·龐德一角，卡維爾表示有意接手。由於湯姆·克魯斯不得不拍攝《不可能的任務：失控國度》而放棄和艾米·漢默主演的蓋·瑞奇電影《紳士密令》，卡維爾被找來取代克魯斯，該片於2015年上映。2013年，宣布卡維爾將出現在電影《長城》，但後來並無參與演出。
2017年2月9日，卡維爾加入犯罪驚悚片《夜幕獵人》，與班·金斯利和亞歷珊卓·妲妲里奧共同擔任主演，電影由大衛·雷蒙執導和編劇。3月，據報導，卡維爾接受了克里斯多福·麥奎里的邀約而加入《不可能的任務：全面瓦解》的演出。該片於2018年上映，口碑正面。2018年9月，卡維爾確認加入Netflix電視劇《獵魔士》，飾演主角利維亞的傑洛特。卡維爾2022年10月宣告退出本劇，第四季起的傑洛特改由連恩·漢斯沃飾演。
2019年6月27日，據宣布，卡維爾將在傳奇娛樂的《天才少女福爾摩斯》中飾演夏洛克·福爾摩斯，並與米莉·芭比·布朗共同擔任主演，該片改編自南西·史賓格創作的同名小說系列。該片於2020年9月23日在Netflix上線。
2017年的《正義聯盟》之後，卡維爾據傳與華納兄弟關係破裂，後者打算頂替掉DC電影中的超人一角，直至2021年《查克·史奈德之正義聯盟》上映，觀眾才在銀幕上再次看見卡維爾飾演的超人；而卡維爾是否回歸飾演超人則成為外界時常討論的話題。2022年，在巨石強森的協助下，卡維爾得以在電影《黑亞當》的片尾片段客串出演超人。但在同年12月，卡維爾發表聲明稱，與DC工作室總裁詹姆斯·岡恩和彼得·沙佛朗會面後，決定不再在未來的項目中扮演超人，但有望飾演其他角色。
2021年7月8日，據報導，卡維爾再次與導演馬修·范恩合作全明星陣容的間諜片《機密特務：阿蓋爾》。同月，Deadline Hollywood證實，他將出演由史蒂夫·福爾克執導、改編自澳大利亞作家格蘭·辛溥生小說《蘿西計畫》的改編電影。2022年10月，卡維爾與蓋·瑞奇再次合作二戰間諜片《非紳士特攻隊》。12月，在亞馬遜工作室取得桌上戰旗遊戲《战锤40000》系列的影視改編權後，卡維爾宣告擔任系列作品的主演及執行製片人，「我從小就喜歡《战锤》，這一刻對我而言真的很特別，」「有機會從一起步就引領這電影級的宇宙是一種榮譽和責任，也讓我離夢想成真又近了一步，我非常感謝眩暈、亞馬遜工作室和Games Workshop為實現這一目標所做的一切努力。」

## 私生活
2011年5月3日，卡維爾與場地障礙賽馬術職業選手女友愛倫·惠特克訂婚，但最終分手收場，之後與武術家出身的義大利裔美國人、演出《玩命關頭6》女演員吉娜·卡拉諾交往。2013年5月，他與女友卡拉諾分手。2015年，卡維爾又與塔拉·金（Tara King）交往，於2016年分手。在此前，他也曾與凱莉·庫柯短暫交過往。2024年已和女友娜塔莉·維斯庫索（Natalie Viscuso）育有一孩。
2016年開始練習巴西柔術，曾在倫敦的羅傑·格雷西學院接受訓練。
卡維爾從小就一直是狂熱的電腦遊戲玩家。曾因專心遊玩《魔獸世界》而沒空理會查克·史奈德的電話，差點錯失扮演超人的機會。在拍《獵魔士》時將自己對《巫師》系列遊戲的熱愛作為飾演利維亞的傑洛特的動力。曾將《全面战争》列為他的最愛。他也是《战锤40000》的粉絲。
卡維爾亦是澤西野生動物信託基金的代表發言人和皇家海軍陸戰隊慈善信託基金的大使。卡維爾目前住在倫敦市南肯辛頓。

## 作品列表

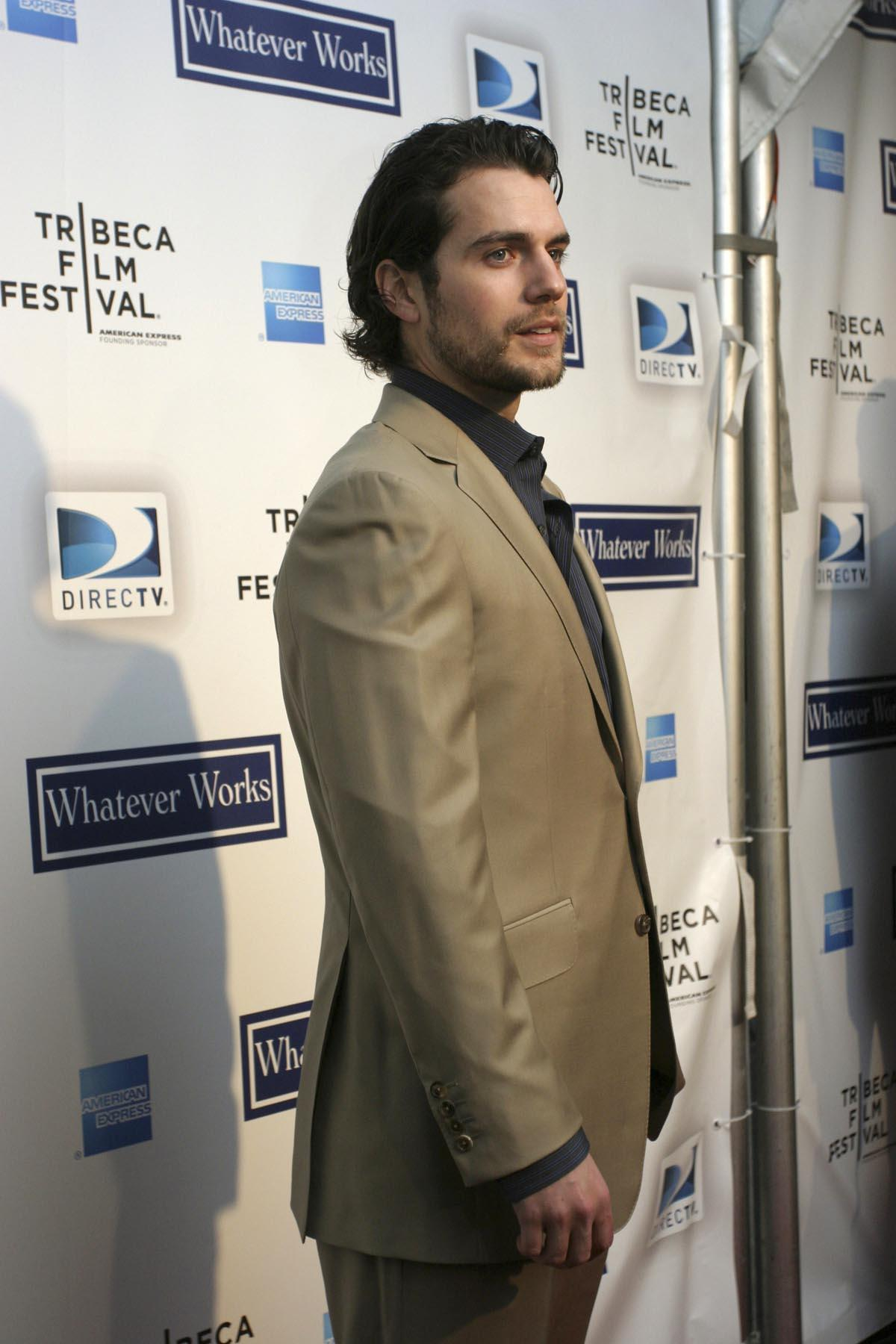
卡維爾出席2009年的《紐約遇到愛》首映會

### 電影
| 年份 | 標題                       | 角色                       | 附註 |
| ---- | -------------------------- | -------------------------- | --- |
| 2001 | 《仇戀》（Laguna）               | 湯瑪士·阿普雷亞（Thomas Aprea）        | |
| 2002 | 《絕世英豪》               | 阿爾貝爾·蒙德哥（Albert Mondego）        | |
| 2003 | 《我的秘密城堡》           | 史蒂芬·科利（Stephen Colley）            | |
| 2005 | 《養鬼吃人8》              | 麥克（Mike）                   | DVD首映 |
| 2006 | 《王者之心》               | 米洛特（Melot）                 | |
| 2006 | 《摩登小紅帽》             | 獵人                       | |
| 2007 | 《星塵傳奇》               | 亨佛利（Humphrey）                 | |
| 2009 | 《紐約遇到愛》             | 藍迪·李·詹姆士（Randy Lee James）         | |
| 2009 | 《鬼哭人嚎》               | 伊凡·馬歇爾（Evan Marshall）            | |
| 2011 | 《戰神世紀》               | 忒修斯                     | |
| 2012 | 《冷光線索》               | 威爾·蕭（Will Shaw）                | |
| 2013 | 《超人：鋼鐵英雄》         | 克拉克·肯特／凱·艾爾／超人 | MTV電影大獎最佳英雄 提名-NewNowNext獎原因是您最火熱 提名-青少年票選獎電影選擇獎：夏季電影男星 提名-青少年票選獎電影票選獎：接吻場景（與艾美·亞當斯共享） 提名-評論家選擇獎最佳動作片男演員（2014）                                     |
| 2015 | 《紳士密令》               | 拿破崙·蘇洛                | |
| 2016 | 《蝙蝠俠對超人：正義曙光》 | 克拉克·肯特／凱·艾爾／超人 | 金酸梅獎最差搭檔（與班·艾佛列克共享） 提名-金酸梅獎最差男主角 提名-青少年票選獎電影票選獎：科幻／奇幻類男演員 提名-兒童票選獎最受歡迎電影的男演員 提名-兒童票選獎最受歡迎動作明星 提名-兒童票選獎最受歡迎友敵組合（與班·艾佛列克共享） |
| 2017 | 《沙堡》                   | 賽維森上尉（Captain Syverson）             | |
| 2017 | 《正義聯盟》               | 克拉克·肯特／凱·艾爾／超人 | 提名-青少年票選獎電影票選獎：動作類男演員 |
| 2018 | 《不可能的任務：全面瓦解》 | 奧古斯特·沃克（August Walker）          | |
| 2018 | 《夜幕獵人》               | 華特·馬歇爾（Walter Marshall）            | |
| 2020 | 《天才少女福爾摩斯》       | 夏洛克·福爾摩斯            | |
| 2021 | 《查克·史奈德之正義聯盟》  | 克拉克·肯特／凱·艾爾／超人 | |
| 2022 | 《黑亞當》                 | 克拉克·肯特／凱·艾爾／超人 | 未掛名客串 |
| 2022 | 《天才少女福爾摩斯2》      | 夏洛克·福爾摩斯            | |
| 2024 | 《機密特務：阿蓋爾》       | 阿蓋爾（Argylle）                 | |
| 2024 | 《非紳士特攻隊》           | 古斯·馬奇-菲利普斯         | |
| 2024 | 《死侍與金鋼狼》           | 卡維爾狼                   | 客串 |
| 2025 | 《金諜行動》               |                            | |
| TBA  | 《聖戰士》                 |                            | |

### 電視
| 年份      | 標題               | 角色                          | 附註                                           |
| --------- | ------------------ | ----------------------------- | ---------------------------------------------- |
| 2002      | 《林尼探案集》     | 查斯·奎爾特（Chas Quilter）               | 單集：〈受過良好教育的謀殺〉（Well-Schooled in Murder）               |
| 2002      | 《萬世師表》       | 士兵科利（Soldier Colley）                  | 電視電影                                       |
| 2003      | 《駭人命案事件簿》 | 賽門·梅菲爾德（Simon Mayfield）             | 單集：〈綠人〉（The Green Man）                             |
| 2007–2010 | 《都鐸王朝》       | 第一代薩福克公爵查爾斯·布蘭登 | 主要演員；38集 提名-NewNowNext獎原因是您最火熱 |
| 2018      | 《Running Man》    | 他自己（嘉賓）                | 韓國綜藝節目；第410集                          |
| 2019–2023 | 《獵魔士》         | 利維亞的傑洛特                | 主要演員；24集                                 |

### 電子遊戲
| 年份 | 標題       | 配音角色        | 附註 |
| ---- | ---------- | --------------- | ---- |
| TBA  | 《42中隊》 | 萊恩·恩萊特（Ryan Enright） |      |

## 外部連結
- 亨利·卡維爾在互联网电影资料库（IMDb）上的資料（英文）
- 亨利·卡維爾的Facebook專頁
- 亨利·卡維爾的Instagram帳戶